# Jordan Czeslaw Wysocki
Jordan Czeslaw Wysocki, (Pińczów, Polonia, 13 de febrero de 1839 - San Martín, provincia de Buenos Aires, Argentina, 18 de mayo de 1883) fue un ingeniero militar polaco naturalizado argentino, que participó en las batallas de liberación de su país del Imperio ruso. Realizó numerosos trabajos de importancia como ingeniero militar y administrativo tanto en su país natal como en la Argentina. Fue el primer autor de los planos de relevamiento y ejecución del trazado del famoso Parque 3 de Febrero en Buenos Aires por recomendación del presidente Domingo Faustino Sarmiento.

## Biografía
Nació en Polonia cuando esta era dominada por el Imperio ruso.
Obtuvo con honores el diploma de ingeniero en la Escuela Superior Técnica de Kielce, con muy buenas calificaciones, siendo su primer trabajo importante ocuparse de la construcción de la línea férrea de San Petersburgo a Varsovia, en 1862.
Participó en 1863 como soldado en la rebelión de Polonia contra el imperio ruso en tres batallas: la de Siemiatycze, el 22 de enero de 1862; luego de la cual fue ascendido a Sargento 1º, la batalla de Myszyniec, del 22 de mayo de ese año en que ascendió a Teniente de Infantería; y, la batalla de Nagoszewo, en la que alcanzó el grado de Capitán el 5 de julio de 1863. Derrotados los insurrectos por las tropas del zar, y debido a las muchas heridas que recibió, debió trasladarse a Francia. Luego de recobrarse intervino en la construcción de la vía férrea desde París hasta Bordeaux.
Gracias a sus vínculos con Juan Czetz, que era general del Ejército Argentino, se trasladó a la Argentina en 1867 con su mujer y su hija Ana y trabajó como Delineador del Departamento Topográfico de la Provincia de Santa Fe en la proyección de la línea férrea entre las colonias Esperanza y San Jerónimo, en dicha provincia.
En 1871, luego de revalidar su título como agrimensor, ingresó al Ejército Argentino como ingeniero con el cargo de Teniente de Guardias Nacionales en la Comandancia General de las Fronteras del Norte, en el Fuerte General Belgrano en San Pedro Grande.
En 1874 el presidente argentino Domingo Faustino Sarmiento decidió hacer uso de los conocimientos de Wysocki para el diseño del Parque Tres de Febrero, en la ciudad de Buenos Aires, luego de que el 30 de mayo de 1874 la Comisión de Hacienda de la Cámara de Diputados de la Nación recibiera y tratara el proyecto de ley sobre la creación del parque a partir de dicho plano. Entre otras cosas fue el autor de la popularmente conocida "Casona de Paseos" en el Jardín botánico.
Al poco tiempo planificó la fortificación de la isla Martín García y fue ascendido a sargento mayor graduado, recibiendo a su cargo la mesa de ingenieros del Ministerio de Guerra y Marina.
El 20 de enero de 1876 se nacionalizó y accedió al grado de Sargento Mayor del Ejército. Participó entonces como topógrafo en el avance de la “zanja de Alsina” y fue el responsable de la redacción de la “Memoria de Marcha de la División Norte” que ocupó el paradero indígena Trenque Lauquen, que ya en 1877 tenía 19 manzanas. Los nómima de los lotes asignados a militares y a comerciantes se conserva en el catastro que realizó Wysocki, quien también confeccionó los planos de toda la campaña, las fronteras y los fortines de la zanja en toda la provincia de Buenos Aires, que aún pueden observarse en el “Álbum de la Nueva Línea de Frontera” de su autoría, en exhibición en el Museo de las Campañas al Desierto de Trenque Lauquen.
Produjo el plano de la nueva línea de fronteras ocupada por las fuerzas de la División Costa Sud en Puán, en el sudeste de la provincia de Buenos Aires. También, en lo que fuera el territorio Nacional del Chaco, trazó junto a Manuel Obligado la nueva línea de fortines. Confeccionó, además, el plano donde figuraba la delineación de la Colonia Reconquista, ciudad del norte santafesino.
En 1877, Wysocky, fue ascendido a Capitán de Ingenieros y delineó el pueblo de Mercedes de Patagones (actual Viedma) y la zona de su puerto; realizó un estudio geográfico-económico del Río Santa Cruz a bordo del acorazado “Los Andes”; y un estudio para el general Julio Argentino Roca sobre la extracción de arena de la Isla Martín García.
Una vez más a cargo de la Oficina Topográfica del Ejército, acompañó al general Roca al Río Negro y realizó una exploración y reconocimiento de las márgenes de ese río y de la Isla Choele Choel.
En 1880 redactó el reglamento de personal y cuerpo del Batallón de Zapadores. En 1881 ascendió a Teniente Coronel y el gobierno nacional, por una ley especial, le otorgó una medalla de honor.
Recibió órdenes del general Victorica para acompañar al coronel Racedo durante una marcha por la actual provincia de La Pampa, donde desarrolló una fecunda labor cartográfica.
En 1882 proyectó la transformación del Cuartel de Artillería del Retiro como edificio provisorio del Colegio Militar. Al año siguiente fue miembro de una comisión de compra y fabricación del material para la construcción del Cuartel de Artillería de Palermo.
El Centro Industrial Argentino lo nombró socio honorario y el Instituto Geográfico Argentino lo tuvo entre sus fundadores
Entre los homenajes que ha recibido se destaca la denominación de una de las plazas del Parque 3 de Febrero con su nombre.